# Вашкути, Иштван
Иштван Вашкути (венг. Vaskuti István; 4 декабря 1955, Дебрецен) — венгерский гребец-каноист, выступал за сборную Венгрии в середине 1970-х — конце 1980-х годов. Чемпион летних Олимпийских игр в Москве, девятикратный чемпион мира, победитель многих регат национального и международного значения.

## Биография
Иштван Вашкути родился 4 декабря 1955 года в городе Дебрецене, медье Хайду-Бихар. Активно заниматься греблей начал в раннем детстве, проходил подготовку в будапештском спортивном клубе «Хонвед».
Первого серьёзного успеха на взрослом международном уровне добился в 1977 году, когда попал в основной состав венгерской национальной сборной и побывал на чемпионате мира в болгарской Софии, откуда привёз награду золотого достоинства, выигранную в зачёте двухместных каноэ на дистанции 500 метров. Год спустя выступил на мировом первенстве в югославском Белграде, где защитил своё имеющееся чемпионской звание и добавил в послужной список новое, в двойках на десятикилометровой дистанции.
В 1979 году на чемпионате мира в немецком Дуйсбурге стал бронзовым призёром в двойках в гонке на 10 км. Благодаря череде удачных выступлений удостоился права защищать честь страны на летних Олимпийских играх 1980 года в Москве — вместе с напарником Ласло Фольтаном завоевал золотую медаль в двойках на полукилометровой дистанции.
После московской Олимпиады Вашкути остался в основном составе национальной сборной Венгрии и продолжил принимать участие в крупнейших международных регатах. Так, в 1981 году он стартовал на чемпионате мира в английском Ноттингеме, в третий раз подряд стал чемпионом в двойках на пятистах метрах, вновь взял золото на десяти километрах. В следующем сезоне на мировом первенстве в Белграде пытался защитить чемпионские звания, но на сей раз в тех же дисциплинах оказался лишь третьим и вынужден был довольствоваться бронзовыми наградами.
В 1983 году Иштван Вашкути завоевал золотую медаль на чемпионате мира в финском Тампере, взяв верх над всеми соперниками в двойках на десяти тысячах метров. Два года спустя добыл золото в двойках на пятистах метрах на мировом первенстве в бельгийском Мехелене, ещё через год на аналогичных соревнованиях в канадском Монреале повторил это достижение и, кроме того, взял золото в двойках на тысяче метрах, став таким образом девятикратным чемпионом мира. Будучи одним из лидеров венгерской гребной сборной, успешно прошёл квалификацию на Олимпийские игры 1988 года в Сеуле, причём на церемонии открытия нёс знамя сборной Венгрии. В паре с Яношем Шаруши Кишем дошёл до финала полукилометровой программы двоек и показал в решающем заезде шестой результат.
Завершив спортивную карьеру, перешёл на административную работу, занимал различные должности в нескольких государственных спортивных организациях. Работал в Международной федерации гребли на байдарках и каноэ, в частности возглавлял комитет по гладкой воде. Участвовал в организации чемпионата мира 2006 года в Сегеде. В 2008 году на конгрессе в Риме избран первым вице-президентом Международной федерации гребли на байдарках и каноэ.